# Bounty Bay

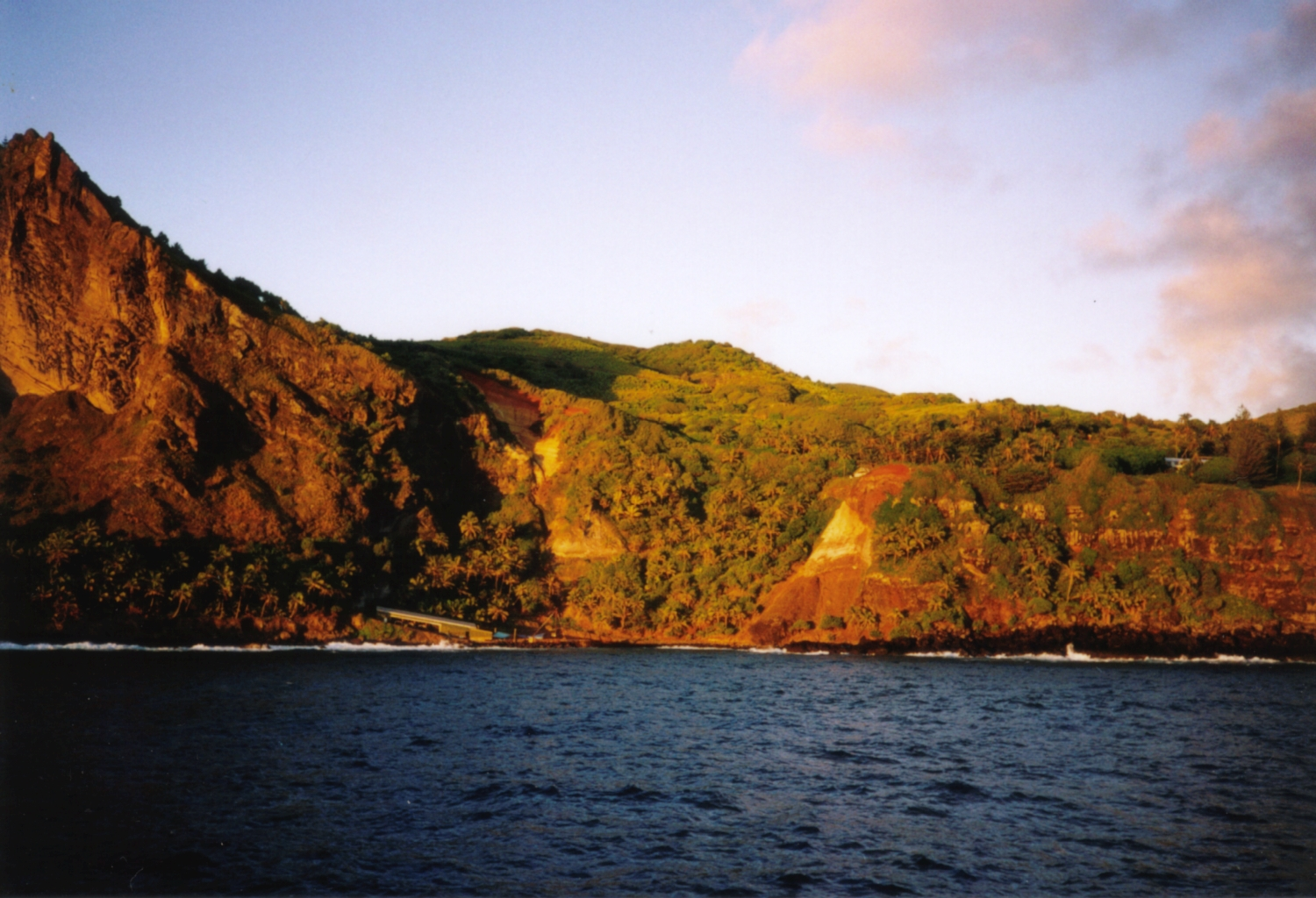
Bounty Bay

Bounty Bay is een baai in Pitcairn Island in de Stille Oceaan.
De baai is genoemd naar de HMAV Bounty, een Brits marineschip waarvan de muiterij beroemd werd door het boek Muiterij op de Bounty en de talloze verfilmingen. De huidige bevolking van Pitcairn stamt grotendeels af van de muiters, iets wat nog terug te vinden is in de achternamen van de bewoners. De verbrande overblijfselen van het schip liggen onder water in de baai. De scheepsbel en het roer van het schip zijn nu te zien op het dorpsplein van Adamstown.
Bezoekers van Pitcairn arriveren vaak per boot in Bounty Bay.